# Helen Magill White
Pour les articles homonymes, voir White.
Helen Magill White, née le 28 novembre 1853 à Providence et morte le 28 octobre 1944 à Kittery Point, dans le Maine, est la première femme aux États-Unis à obtenir un doctorat, pour ses études de grec à l'université de Boston en 1877.

## Biographie
Helen Magill White naît dans une famille quaker. Son père est un universitaire, président du Swarthmore College, où elle débuta ses études universitaires, et il encourage ses filles à faire des études supérieures, dans la perspective qu'elles accèdent à des postes d'enseignantes à l'université. White a toujours pensé qu'elle méritait la même éducation qu'un homme. 
Elle enseigna au Howard Collegiate Institute, Evelyn College (ancienne annexe de l'université de Princeton), et à la Brooklyn High School, avant d'épouser Andrew Dickson White en 1890. Dickson était un ami de son père et l'ancien président de l'université Cornell, qu'elle avait rencontré en 1887 quand elle donna une conférence devant l'American Social Science Association. 
Après son mariage, elle se retira de l'université et accompagna son mari dans ses postes de diplomate à Saint-Pétersbourg et à Berlin. Dans une lettre de 1913, elle exprime son opposition au droit de vote des femmes, cependant, certains historiens estiment qu'il s'agit davantage d'une opposition aux revendications violentes, telles que peuvent les organiser les membres de l'Union sociale et politique des femmes.